# 번사이드 보조정리
군론에서 번사이드 보조정리(영어: Burnside lemma)는 군의 작용에서 궤도의 수를 세는 정리다.

## 정의
유한군 {\displaystyle G}가 집합 {\displaystyle X} 위에 (왼쪽에서) 작용한다고 하자. 각 {\displaystyle g\in G}에 대하여,
{\displaystyle X^{g}=\{x\in X\colon g\cdot x=x\}}
가 {\displaystyle g}의 고정점의 집합이라고 하자. 또한,
{\displaystyle X/G=\{G\cdot x\colon x\in X\}}
가 모든 궤도의 집합이라고 하자. 번사이드 보조정리에 따르면, 다음이 성립한다.
{\displaystyle |X/G|={\frac {1}{|G|}}\sum _{g\in G}|X^{g}|}

## 증명
다음과 같이 증명할 수 있다.
| {\displaystyle \sum _{g\in G}\|X^{g}\|} | {\displaystyle =\|\{(g,x)\in G\times X\colon g\cdot x=x\}\|}          |                                                                    |
|                                         | {\displaystyle =\sum _{x\in X}\|G_{x}\|}                              | (여기서 {\displaystyle G_{x}}는 {\displaystyle x}의 안정자군이다.) |
|                                         | {\displaystyle =\sum _{x\in X}{\frac {\|G\|}{\|G\cdot x\|}}}          | (궤도-안정자군 정리)                                               |
|                                         | {\displaystyle =\sum _{A\in X/G}\sum _{x\in A}{\frac {\|G\|}{\|A\|}}} | ({\displaystyle X/G}는 {\displaystyle X}에 대한 분할을 이룬다.)    |
|                                         | {\displaystyle =\sum _{A\in X/G}\|G\|}                                |                                                                    |
|                                         | {\displaystyle =\|X/G\|\cdot \|G\|}                                   |                                                                    |

## 역사
이 보조정리는 이미 오귀스탱 루이 코시에게 1845년 알려져 있었다. 페르디난트 게오르크 프로베니우스가 1887년 쓴 논문에도 수록되어 있다. 윌리엄 번사이드가 1897년 쓴 책에 프로베니우스를 인용하였고, 이 보조정리의 증명을 수록하였다. 번사이드는 군론에서 수많은 보조정리들을 증명하였는데, "번사이드 보조정리"는 번사이드가 증명하지 않은 몇 안되는 보조정리 가운데 하나이다. 혹자는 이 보조정리를 "번사이드가 증명하지 않은 보조정리"라고 부르기도 한다.

## 같이 보기
- 포여 열거 정리

## 참고 문헌
1. ↑  Frobenius, Ferdinand Georg (1887). “Ueber die Congruenz nach einem aus zwei endlichen Gruppen gebildeten Doppelmodul”. 《Journal für die reine und angewandte Mathematik》 (독일어) 1887 (101): 273–299. doi:10.1515/crll.1887.101.273. ISSN 0075-4102.
2. ↑  Burnside, William (1897). 《Theory of groups of finite order》 (영어). Cambridge University Press.
3. ↑  Neumann, Peter M. (1979). “A lemma that is not Burnside’s”. 《The Mathematical Scientist》 4 (2): 133–141. ISSN 0312-3685. MR 562002.